# Mrđe
Mrđe är ett samhälle i Bosnien och Hercegovina.   Det ligger i entiteten Federationen Bosnien och Hercegovina, i den västra delen av landet, 160 km väster om huvudstaden Sarajevo. Mrđe ligger 661 meter över havet och antalet invånare är 311.
Terrängen runt Mrđe är kuperad åt sydost, men åt nordväst är den bergig. Mrđe ligger nere i en dal. Närmaste större samhälle är Drvar, 11,7 km nordväst om Mrđe. 
Omgivningarna runt Mrđe är en mosaik av jordbruksmark och naturlig växtlighet. Runt Mrđe är det ganska tätbefolkat, med 93 invånare per kvadratkilometer.